# Ya Hussain

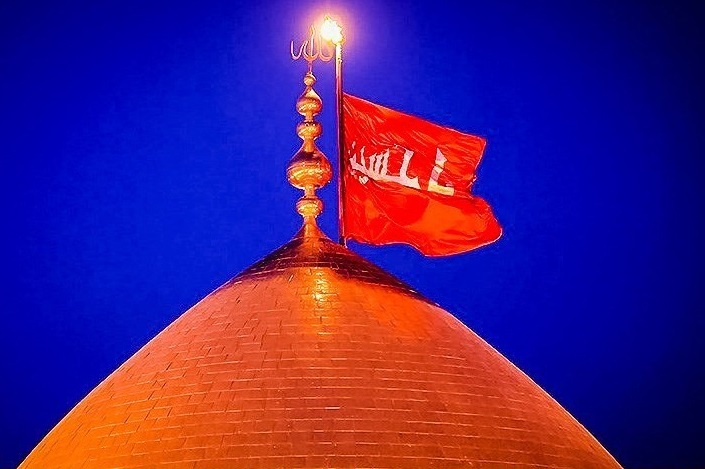
Bandeira "Ya Husayn" hasteada no Santuário Imam Hussain durante Ashura.

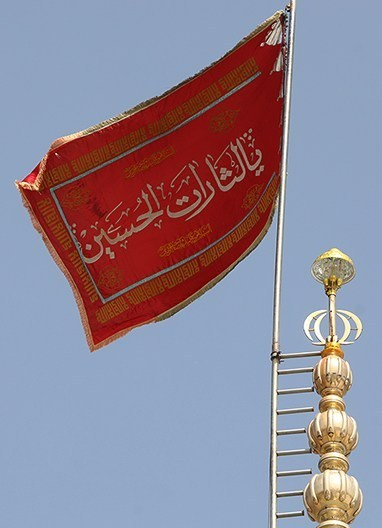
Uma bandeira com a inscrição "Ó vingadores de Husayn" sobre a Mesquita de Jamkaran após os ataques israelenses de 2025 ao Irã

Yā Hussain (em árabe: يَا حُسَيْن, romanizado: Yā Ḥusayn) é uma frase árabe usada por muçulmanos xiitas para invocar a memória ou intervenção de Hussain ibn Ali. É especialmente usada no contexto do Luto de Muharram. É comumente encontrada em bandeiras. Hussain tem um status elevado no xiismo e é considerado o terceiro imã.
Os britânicos na Índia colonial ouviram os xiitas cantando "Yā Hussain! Yā Hassan!" (uma referência a Hussain ibn Ali, irmão de Hasan ibn Ali) durante o Luto de Muharram, e aproximaram isso como "Hobson-Jobson", que se tornou um termo que se refere à derivação semelhante de um equivalente em inglês para uma palavra estrangeira, adaptando palavras ou nomes em inglês que têm uma semelhança superficial no som.

## Bandeira
Husayn é invocado em bandeiras xiitas vermelhas no Irã moderno, particularmente na forma ya la-thara al-Husayn ("Ó vingadores de Husayn"). Segundo uma lenda xiita, as tropas de Husayn lutaram sob uma bandeira vermelha. A associação da cor vermelha com Husayn simboliza o sangue dos mártires e foi ainda mais arraigada em alguns hádices. Por exemplo, Al-Mojamul Kabir e Majma al-Zawa'id alegam que, na época do martírio de Husayn, o céu tornou-se vermelho-escuro e, por vários dias, pareceu estar manchado de sangue. De acordo com certas tradições xiitas iranianas, ya la-thara al-Husayn deveria ser um grito de guerra para os fiéis após o retorno do Imã Oculto.
A bandeira vermelha foi hasteada particularmente na Mesquita de Jamkaran após o assassinato de Qasem Soleimani "para vingar [seu] sangue", de acordo com Yassine Hossein Abadi, o administrador da Mesquita de Jamkaran. Também foi hasteada com o propósito de vingança na mesma mesquita durante os ataques israelenses de 2025 ao Irã.